# Skolioza niemowlęca
Skolioza niemowlęca (nazywana też skoliozą wczesnodziecięcą) – bardzo rzadko występująca odmiana skoliozy występująca u dzieci w wieku od 0 do 3 lat. W większości sytuacji skolioza niemowlęca ustępuje samoistnie w pierwszym roku życia. Skolioza niemowlęca występuje ok. 1 na 10 000 niemowląt. Ze względu na to, że zdecydowana większość idiopatycznych skolioz niemowlęcych ustępuje samoistnie w pierwszym roku życia prawdopodobnie spora ich część nie jest w ogóle diagnozowana.

## Klasyfikacja skolioz niemowlęcych
Poniżej przedstawiona jest podstawowa klasyfikacja skolioz niemowlęcych
- idiopatyczna
  - ustępująca
  - progresywna (postępująca)
    - łagodna – rodzaj skoliozy postępującej, w której postęp jest niewielki, a nawet niekiedy obserwuje się okresowe zmniejsanie kąta Cobba.
    - złośliwa – rodzaj skoliozy postępującej, w której zwiększanie kąta Cobba zachodzi raptownie, np. 50° w 4 miesiące[1].
- wrodzona

Należy pamiętać, że 90% skolioz idiopatycznych to skoliozy ustępujące.

## Diagnostyka
Standardowym narzędziem do diagnostyki skoliozy niemowlęcej jest zdjęcie rentgenowskie, które wykonuje się w pozycji stojącej (jak w zwykłych skoliozach) oraz w przypadku niemowląt, które nie potrafią jeszcze chodzić, w pozycji leżącej na plecach z rękami do boku.
Dwa podstawowe parametry do oceny idiopatycznej skoliozy niemowlęcej jest kąt Cobba oraz RVAD. Podstawowym celem diagnozy jest ocena progresywności, gdyż niemowlęce skoliozy progresywne należy leczyć niezwłocznie. Jeśli leczenie prowadzone jest przed drugim rokiem życia oraz kąt Cobba nie przekracza 55° to jest duża szansa całkowitego wyleczenia skoliozy postępującej. Największe kąty Cobba dla których zaobserwowano samoistne wyprostowanie skrzywienia wynoszą ok. 30-40° dlatego powyżej tych wartości należy uznać skoliozę za progresywną. Jeśli kąt Cobba jest nieduży (<30°) to podstawowym kryterium różnicującym jest kąt RVAD – dla kąta RVAD większego niż 20° w 80% przypadków skolioza jest progresywna. Dla RVAD mniejszych od 20° należy obserwować RVAD, jeśli się nie zmniejsza to jest to wskazanie do podjęcia leczenia. Mehta wyróżniła także dwie fazy skoliozy niemowlęcej – skolioza w fazie drugiej jest zawsze progresywna. Zawsze progresywne są także skoliozy o kształcie S, przy czym skoliozy S zawsze zaczynają się od jednego łuku. Mierzenie RVAD pozwala także na przewidzenie powstania drugiego skrzywienia kompensacyjnego zanim jest ono widoczne – w takiej sytuacji RVAD jest nieduży, natomiast dla ostatniej pary żeber przyjmuje wartości ujemne.
Istotnym elementem w ocenie skoliozy niemowlęcej jest wykluczenie zmian wrodzonych. Do oceny zmian kostnych służy zdjęcie rtg natomiast do zmian neurologicznych rezonans magnetyczny całego kręgosłupa, a także mózgu.

## Leczenie
Leczenie polega na zastosowaniu stałych gorsetów gipsowych zakładanych w uśpieniu na specjalnym stole pozwalającym na korekcję kręgosłupa we wszystkich trzech płaszczyznach. Stół (a właściwie rama) stanowią dostosowanie stołu Cotrela-Morela do małych dzieci. W leczeniu wykorzystuje się szybki wzrost kręgosłupa zachodzący w wieku do 2 lat. Kręgosłup jest odpowiednio ustawiany na ramie, pozycja ta jest zachowana przez stały gorset, który jest utrzymywany przez 8-16 tygodni. Po tym okresie następuje kolejna korekcja i kolejny okres wzrostu, przy czym za każdym razem kręgosłup jest ustawiany w coraz prostszej pozycji. Po wyprostowaniu kręgosłupa gorset stały zastępuje się zwykłymi gorsetami, których zadaniem jest utrzymanie wyprostowanego kręgosłupa i zapobieganie nawrotowi skrzywienia. Metoda ta zastosowana odpowiednio wcześnie pozwala na wyprostowanie skrzywień do ok. 50°. Kluczowe w gorsetach stałych jest wycięty otwór z przodu w kształcie grzyba oraz otwór dekompresyjny po stronie przeciwnej do garbu żebrowego. Metoda znana jest pod różnymi nazwami: EDF casting, serial casting, Mehta casting.
Alternatywnym leczeniem jest noszenie zwykłych gorsetów w celu zapobieganiu progresji do czasu operacji kręgosłupa.
Nie zanotowano przypadku wyleczenia przy użyciu standardowych gorsetów. Zanotowane przypadki, zgodnie z kryteriami dla RVAD, klasyfikują te skoliozy jako ustępujące.